# 레반 (가수)
레반(1995년 ~ )은 대한민국의 가수다.

## 방송
- 너의 목소리가 보여 8 (2021) - 마마무 편 우승
- 브이에스 (2023) - Top62